# Ash Ra Tempel
Gli Ash Ra Tempel sono un gruppo musicale tedesco, tra i principali complessi della cosiddetta scena krautrock (o musica cosmica), movimento rock sperimentale nato in Germania a cavallo tra anni sessanta e settanta. Capitanata dal chitarrista Manuel Göttsching, la band per un certo periodo ebbe tra i suoi componenti anche l'ex membro dei Tangerine Dream, Klaus Schulze.

## Storia

### Origine e carriera del gruppo (1970-1975)
Il nome del gruppo è l'unione tra Ash (cenere), Ra (dio egizio del Sole) e Tempel (in tedesco significa "tempio", e al tempo stesso luogo di ristoro per il gruppo). 
Nel 1970 Manuel Göttsching forma a Berlino il nucleo del gruppo insieme a Klaus Schulze e Hartmut Enke. Il gruppo pubblicò l'omonimo album Ash Ra Tempel nel giugno del 1971.
La loro musica è caratterizzata da componenti psichedeliche e cosmiche molto marcate. I primi album erano orientati su sonorità rock psichedeliche e avevano generalmente una canzone per lato, una più drammatica e vigorosa, l'altra di natura più atmosferica.
Schulze lascia il gruppo per dedicarsi alla carriera solista e viene sostituito da Wolfgang Muller. Nel 1972 esce l'album Schwingungen, differente e più variegato del precedente. Vi collaborano John L. Darkness e Damo Suzuki. Al terzo disco del gruppo,Seven Up (Kosmischen Kuriere), collabora invece Timothy Leary, oltre alle vocalist Liz Elliot e Bettina Hols.
Il successivo album, Join Inn (1973) vede il ritorno di Schulze al posto di Leary, ripetendo la formazione iniziale a tre. Il disco, prodotto dalla Ohr, ritorna al rock psichedelico.
L'ultimo album degli Ash Ra Tempel è Starring Rosi. Dopo l'ennesimo cambio di formazione (Schulze lascia di nuovo, rimpiazzato da Harald Grosskopf, e Enke cede il basso a Dieter Dierks), la band si avvia verso un folk elettronico, accompagnato dalla voce di Rosi Mueller (compagna di Göttsching a cui è dedicato l'album).

### Nuove esperienze come Cosmic Jokers e AshRa (1975-2000)
Dopo aver realizzato e prodotto Inventions for Electric Guitar, Göttsching contatta Schulze e nascono The Cosmic Jokers, band di musica elettronica nata per volontà del produttore Rolf Kaiser. Ai due ex-Ash Ra Tempel si aggiungono Jurgen Dollase e Harald Grosskopf (Wallenstein). In un solo anno (1974) vengono prodotti quattro lavori: Cosmic Jokers, Galactic Supermarket, Gilles Zeitschiff e Sci Fi Party.
Sempre nel 1974 Göttsching rispolvera la sigla Ash Ra Tempel e decide di formare gli AshRa. Sotto questo nome vengono inclusi anche i musicisti Lutz Ulbrich e Harald Grosskodf. Vengono quindi realizzati due altri album, New Age of Earth (1976) e Blackouts (1977), ispirati alla musica minimale. Seguono Correlation (1979) e Belle Alliance (1980).
Nel 1991 viene realizzato un disco di remix e di vecchie registrazioni chiamato Tropical Heat.
In occasione della colonna sonora del film Le Berceau de Cristal (1993), viene rispolverata la sigla Ash Ra Tempel, che si conferma nei due successivi album Sauce Hollandaise (1998) e Friendship (2000).
Nel 1996 uscirono sei album di inediti e versioni live degli Ash Ra Tempel degli Ashra e di Manuel Göttsching con il nome di The Private Tapes.

## Discografia

### Come Ash Ra Tempel
- 1971 - Ash Ra Tempel
- 1972 - Schwingungen
- 1972 - Seven Up (sotto il nome: Timothy Leary & Ash Ra Tempel)
- 1973 - Join Inn
- 1973 - Starring Rosi
- 1975 - Le Berceau de Cristal (colonna sonora)
- 2000 - Friendship

### Come Ashra
- 1976 - New Age of Earth
- 1977 - Blackouts
- 1979 - Correlations
- 1980 - Belle Alliance
- 1989 - Walkin' the Desert
- 1991 - Tropical Heat

### Altro
- Ash Ra Tempel - Ashra - Manuel Göttsching - The Private Tapes Vol. 1
- Ash Ra Tempel - Ashra - Manuel Göttsching - The Private Tapes Vol. 2
- Ash Ra Tempel - Ashra - Manuel Göttsching - The Private Tapes Vol. 3
- Ash Ra Tempel - Ashra - Manuel Göttsching - The Private Tapes Vol. 4
- Ash Ra Tempel - Ashra - Manuel Göttsching - The Private Tapes Vol. 5
- Ash Ra Tempel - Ashra - Manuel Göttsching - The Private Tapes Vol. 6